# Zara Jaykob Konstantyn
Zara Jaykob Konstantyn (gyyz ዘርአ:ያዕቆብ Zar’a Yā'qob) (ur. 1399, zm. 26 sierpnia 1468) – cesarz Etiopii w latach 1434–1468, uważany za jednego z najwybitniejszych władców Etiopii obok Ezany, Menelika II czy Haile Selassie I.

## Od dzieciństwa do objęcia władzy
Ojcem Zary Jaykoba był cesarz Dawit I. Przyszły cesarz spędził dzieciństwo i młodość na górze Amba Gyszien, gdzie w luksusowych warunkach przetrzymywano pretendentów do tronu etiopskiego odciętych od świata zewnętrznego. Władzę objął w 1434, przyjmując przydomek Kuestantinos (Konstantyn). Pomiędzy nim a jego ojcem na tronie zasiadali jego trzej bracia i trzej bratankowie.

## Panowanie

### Centralizacja władzy
Ambicją Zary Jaykoba była maksymalna centralizacja władzy w Etiopii. W tym celu stanowiska namiestników etiopskich prowincji obsadził swoimi krewnymi, w szczególności córkami. Ponieważ nie przyniosło to oczekiwanego skutku, pozbył się ich z tych stanowisk, wiele z własnych dzieci mordując. Na zarządców prowincji mianował urzędników, którym przypisał tytuły, aby związać je na stałe z tronem. Stworzył również specjalne oddziały wojskowe zwane czeua, podległe jedynie cesarzowi i przez niego utrzymywane (tradycyjnie w Etiopii niemal do XX wieku obowiązek utrzymanie wojska spoczywał na władcach prowincji).

### Działalność religijna
Zara Jaykob uważał, że Kościół powinien wspierać jego dążenia do unifikacji i centralizacji kraju. Kościołem Etiopskim wstrząsały w owym czasie gwałtowne spory obchodzenie szabatu: część duchownych domagała się święcenia szabatu w sobotę, inni zaś obstawali przy świętowaniu niedzieli. Cesarzowi udało się pogodzić zwaśnione odłamy – ustalił on, iż obchodzone będą oba dni, na co zwaśnione strony przystały, przekonane również licznymi nadaniami.
Cesarz umocnił w Kościele Etiopskim Kult Maryi, wprowadził też wiele innych zmian w liturgii, a nawet w sferze dogmatycznej.
Zarze Jaykobowi przypisuje się autorstwo dwóch traktatów teologicznych: Maṣḥafa milād (Księga narodzin) oraz Maṣḥafa bərhān (Księga światła). Ich celem było stworzenie autorytatywnej interpretacji dogmatów teologicznych.
Zwalczał on brutalnie drobniejsze sekty chrześcijańskie, prześladował także muzułmanów i pogan.

### Polityka zagraniczna
Zara Jaykob starał się rozwiązywać spory z sąsiadami poprzez dyplomatyczne zabiegi. Jednym z nich było poślubienie siostry Mahiko – władcy islamskiego kraju Hadija. Mimo że uczynił on Helenę swoją główną żoną, nie zapobiegło to wojnie z Sułtanatami Ifat i Adal. Wojnę rozstrzygnął Zara w 1445 roku, w bitwie pod Ygubba. Poległ tam wódz wojsk muzułmańskich Ahmad Badlaj, nazywanym przez Etiopczyków Badlajem Potworem. Zwycięstwo to do końca panowania zapewniło cesarzowi dominację nad sąsiadami.

### Życie w Debre Byrhan
Ostatnie lata życia cesarz spędził w swojej rezydencji w Debre Byrhan, w obawie o swoje życie ogromne środki wydawał na zapewnienie sobie bezpieczeństwa. Zmarł tam 26 sierpnia 1468 roku. Na tronie zasiadł jego syn Beyde Marjam I.